# 朱仕𡑤
宣寧和僖王朱仕𡑤（1461年—1491年），明朝代藩第二代宣寧王，宣寧靖莊王朱遜炓嫡第六子，母继妃赵氏，明太祖之曾孙。

## 生平
天順五年（1461年）出生，成化三年（1467年）四月赐名仕𡑤。在朱仕𡑤出生以前，父亲朱遜炓曾因为与原配王妃楊氏没有嫡出子嗣而乞求朝廷册封朱仕𡑤同父異母的朱仕堁为郡王长子，但礼部以违反旧制度为由拒绝了朱遜炓的要求，改封朱仕堁为镇国将军。而朱仕𡑤则以宣宁王嫡子的身份被朝廷册封为郡王长子。成化六年（1470年），生父朱遜炓去世，兩年後的成化八年（1472年），朱仕𡑤襲封宣寧王。成化十三年（1477年）四月，明宪宗遣寧陽侯陳瑛等為正使，尚寶司司丞李溥等為副使，持节前往泽州册封西城兵馬副指揮段讓之女段氏为宣宁王妃。
弘治四年（1491年），朱仕𡑤逝世，时年31岁，明孝宗为此辍朝一日，赐祭葬如例，并追赠谥号和僖。两年后嫡次子朱成鈷襲封宣寧王。

## 家庭

### 妻
- 王妃段氏，西城兵馬副指揮段讓之女

### 子
- 庶長子：朱成鍉，成化十六年（1480年）九月辛卯賜名[10]
- 嫡次子：宣寧恭安王朱成鈷，成化十七年（1481年）二月戊辰賜名[11]
- 第三子：朱成鑕，成化二十年（1484年）十二月己巳賜名[12]